# اشواق محرم
اشواق محرم پزشک و فعال یمنی است که به خاطر مبارزه با گرسنگی در شهر حدیده شناخته شده‌است.

## زندگی
محرم متأهل است و دو فرزند دارد. در سال ۲۰۱۶ بعد از ۲۰ سال کار به عنوان پزشک به خاطر دستاوردهایش به عنوان یکی از ۱۰۰ زن بی‌بی‌سی انتخاب شد. از زمانی‌که شوهرش بچه‌هایشان را به اردن برد او تنها در حدیده زندگی می‌کند. محرم گفته است: «من آنچیزی را که قبلاً در زمان بروز قحطی در سومالی از تلویزیون دیده بودم، اینجا به چشم خود می‌بینم. هرگز فکر نمی‌کردم شاهد چنین چیزی در یمن خواهم بود.» محرم برای سازمان‌های بین‌المللی کمک‌رسان زیادی کار کرده‌است. اما از سال ۲۰۱۵ به‌طور مستقل کار می‌کند، در ماشین‌اش دارو و غذا گذاشته و مثل یک کلینیک سیار خدمت‌رسانی می‌کند.